# Irina Malgina
Irina Anatoljewna Malgina (ros. Ирина Анатольевна Мальгина, ur. 8 czerwca 1973 r. w Murmańsku) – rosyjska biathlonistka, mistrzyni świata.

## Kariera
W Pucharze Świata zadebiutowała 6 grudnia 2001 roku w Hochfilzen, zajmując 43. miejsce w sprincie. Pierwsze punkty wywalczyła 3 dni później w tej samej miejscowości, gdzie zajęła 29. miejsce w biegu pościgowym. Jedyny raz na podium zawodów pucharowych stanęła 29 listopada 2006 roku w Östersund, wygrywając rywalizację w biegu indywidualnym. W zawodach tych wyprzedziła Liv-Kjersti Eikeland z Norwegii i Kanadyjkę Zinę Kocher. Najlepsze wyniki osiągnęła w sezonie 2001/2002, kiedy zajęła 26. miejsce w klasyfikacji generalnej.
Podczas mistrzostw świata w Pokljuce w 2006 roku wspólnie z Anną Bogalij-Titowiec, Siergiejem Czepikowem i Nikołajem Krugłowem zdobyła złoty medal w sztafecie mieszanej. Zajęła też między innymi 28. miejsce w biegu pościgowym na rozgrywanych cztery lata wcześniej mistrzostwach świata w Oslo. Nigdy nie wystąpiła na igrzyskach olimpijskich.

## Osiągnięcia

### Mistrzostwa świata
| Rok  | Miejscowość | Konkurencje | Konkurencje | Konkurencje | Konkurencje | Konkurencje | Konkurencje | Konkurencje |
| Rok  | Miejscowość | IN          | SP          | PU          | MS          | RL          | MR          | SR          |
| ---- | ----------- | ----------- | ----------- | ----------- | ----------- | ----------- | ----------- | ----------- |
| 2002 | Oslo        | nd.         | nd.         | nd.         | 28.         | nd.         | nd.         | –           |
| 2006 | Pokljuka    | nd.         | nd.         | nd.         | nd.         | nd.         | 1.          | –           |
| 2007 | Anterselva  | –           | 39.         | 43.         | –           | –           | 9.          | –           |

### Puchar Świata

#### Miejsca w klasyfikacji generalnej
| Sezon     | Miejsce |
| --------- | ------- |
| 2001/2002 | 26.     |
| 2002/2003 | 66.     |
| 2004/2005 | 50.     |
| 2005/2006 | 47.     |
| 2006/2007 | 33.     |

#### Miejsca na podium chronologicznie
| Lp. | Dzień        | Rok  | Miejscowość | Konkurencja                | Lokata | Pudła   | Czas biegu | Strata | Zwycięzca |
| --- | ------------ | ---- | ----------- | -------------------------- | ------ | ------- | ---------- | ------ | --------- |
| 1.  | 29 listopada | 2006 | Östersund   | Bieg indywidualny na 15 km | 1.     | 0+1+1+0 | 50:41,2    | –      | –         |